# Estación Caseros (San Martín)
Caseros es una estación ferroviaria perteneciente a la Línea San Martín ubicada en la localidad Homónima, partido de Tres de Febrero, Provincia de Buenos Aires, Argentina.

## Historia
En el año 1888 se habilita la Estación Caseros que se construyó especialmente por la creación del Ferrocarril Buenos Aires al Pacífico, hoy en día llamado Ferrocarril General San Martín desde el año 1948 por la nacionalización de trenes. Esta estación era la única (junto con la Estación Muñiz) intermedia entre el tramo de Palermo y Pilar; generándose así el primer núcleo urbano de la zona y conformando la localidad de Caseros.
En el año 2014, con la renovación completa de la flota de trenes de la Línea San Martín fue necesario llevar a cabo la obra de elevación de andenes, siendo ésta la primera remodelación que se hizo en la estación. Desde el lunes 18 de agosto de 2014 quedan definitivamente habilitados los nuevos andenes elevados.

## Servicios
La estación Caseros es una de las 22 estaciones correspondiente a la Línea San Martín de los ferrocarriles metropolitanos de Buenos Aires que conecta la terminal de Retiro con José C. Paz, Pilar y Cabred.
Está ubicada entre las estaciones de Santos Lugares y El Palomar, siendo la novena estación partiendo desde la estación Retiro.
De esta estación se desprenden los ramales de carga hacia Haedo, formando parte del ramal ferroviario Haedo-Caseros y al Intercambio Caseros (este último sin uso actualmente).

## Imágenes

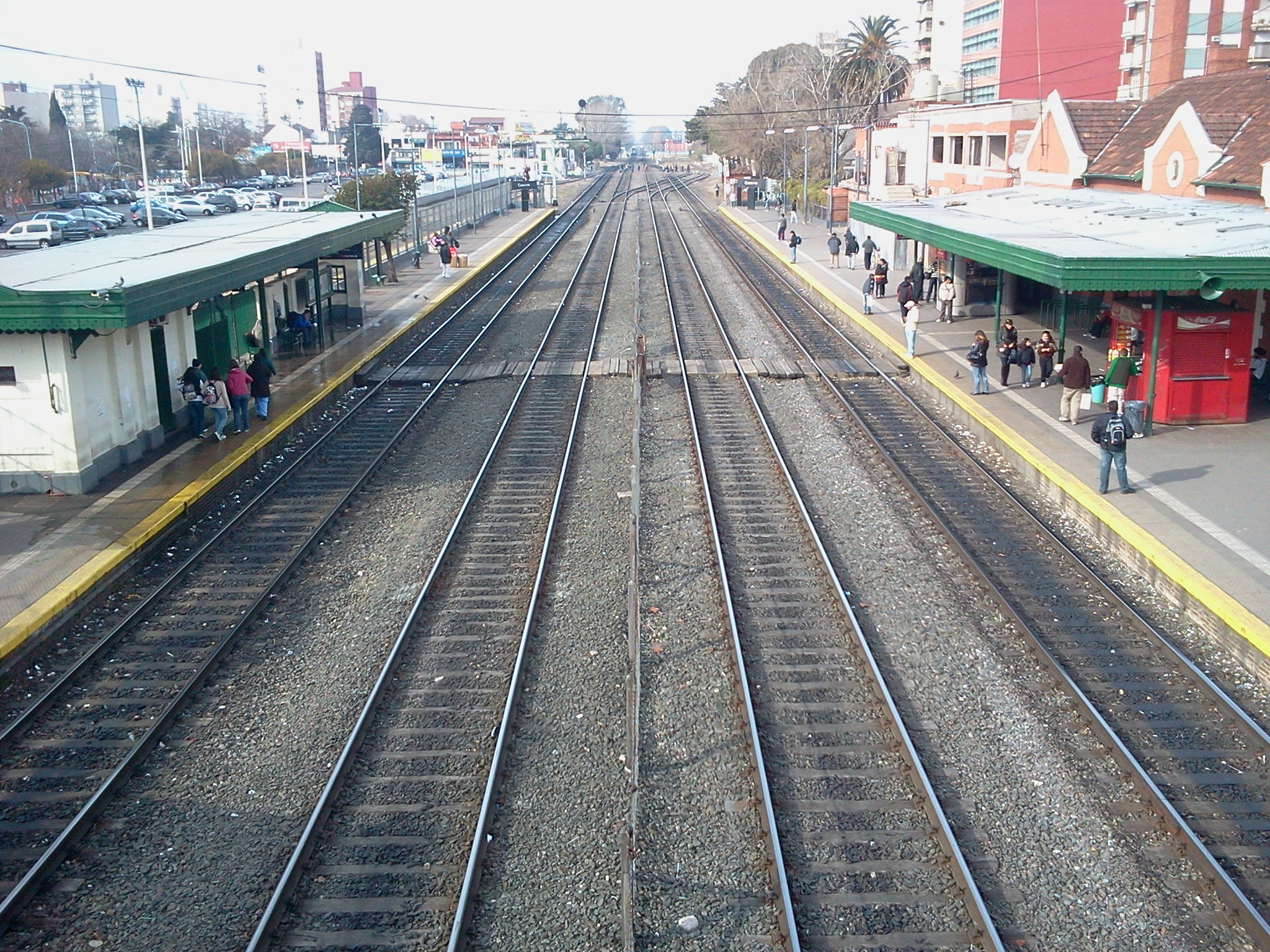
Estación de caseros y vista hacia la Estación Santos Lugares en el año 2012.
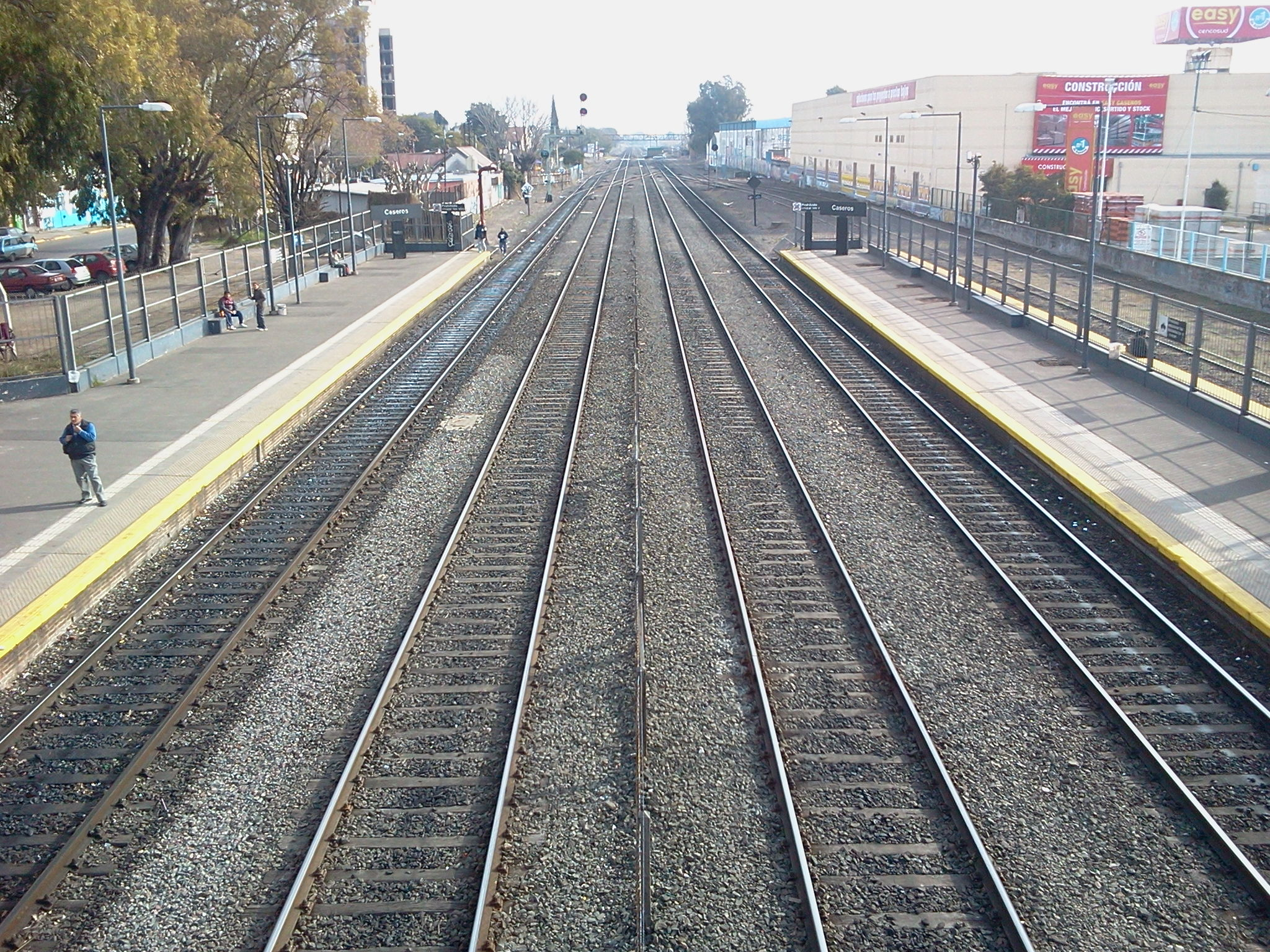
Estación de caseros y vista hacia la Estación El Palomar en el año 2012.
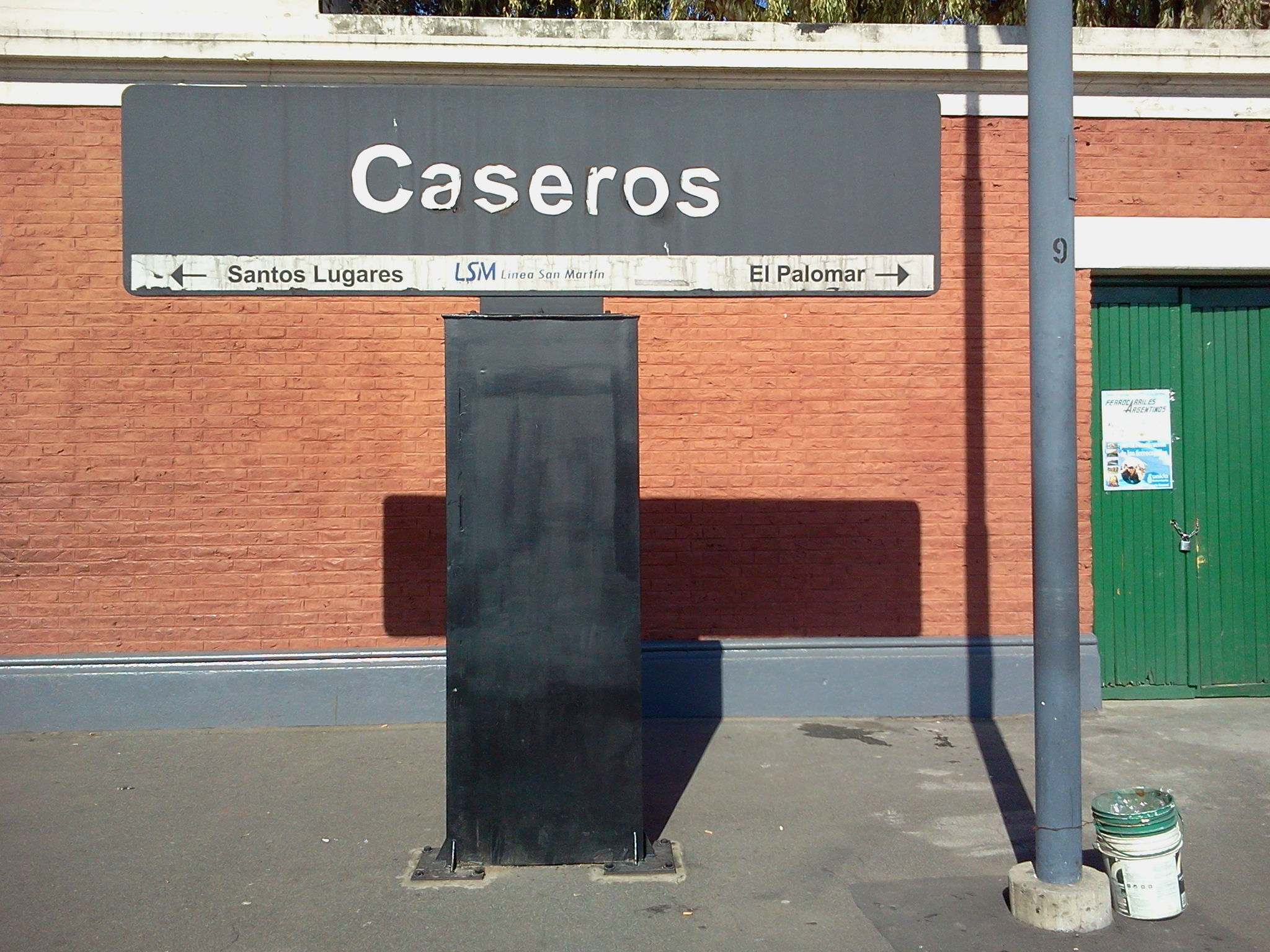
Nomenclador de la Estación en 2012.
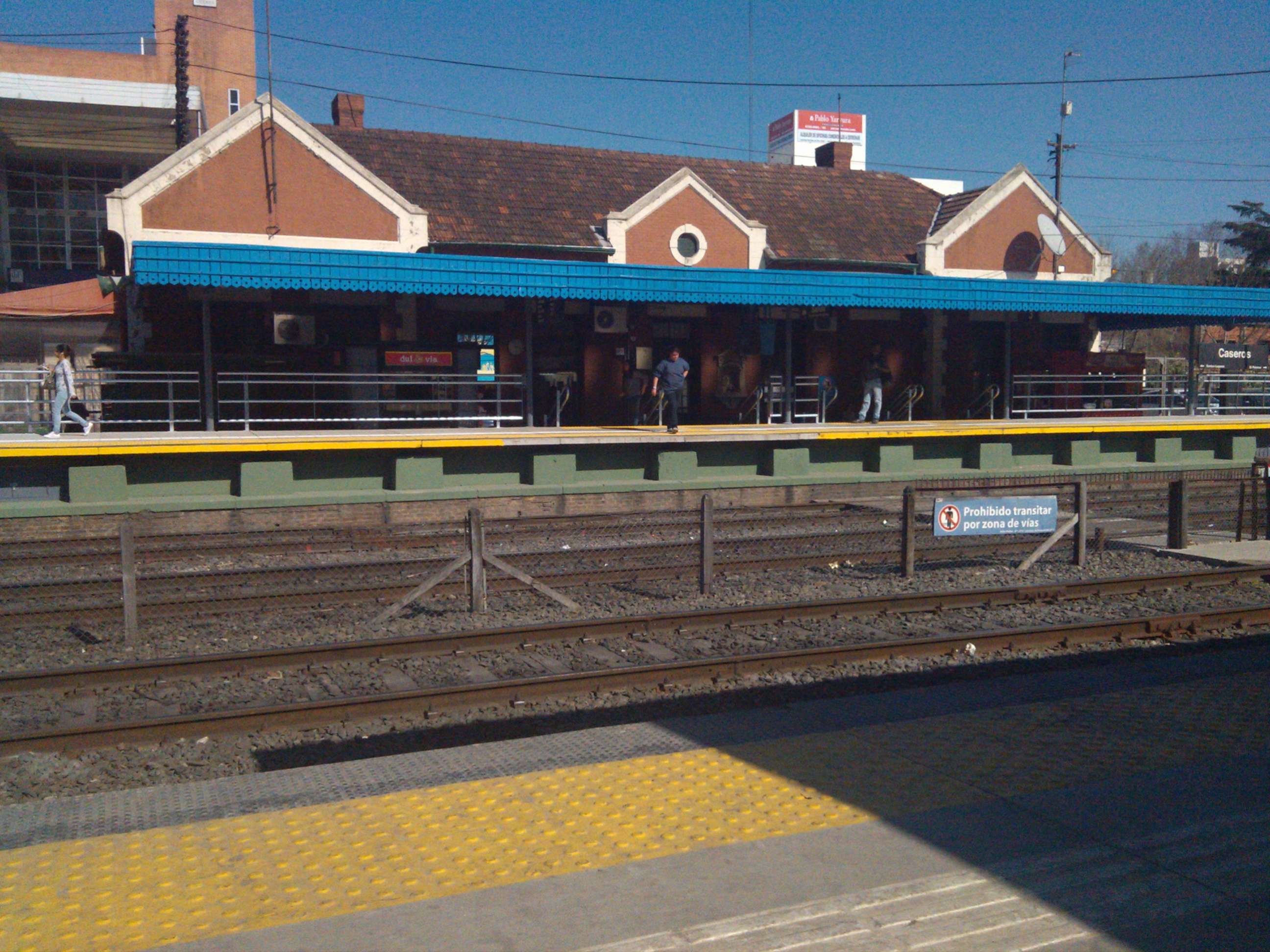
Estación de Caseros después de su renovación en 2014.
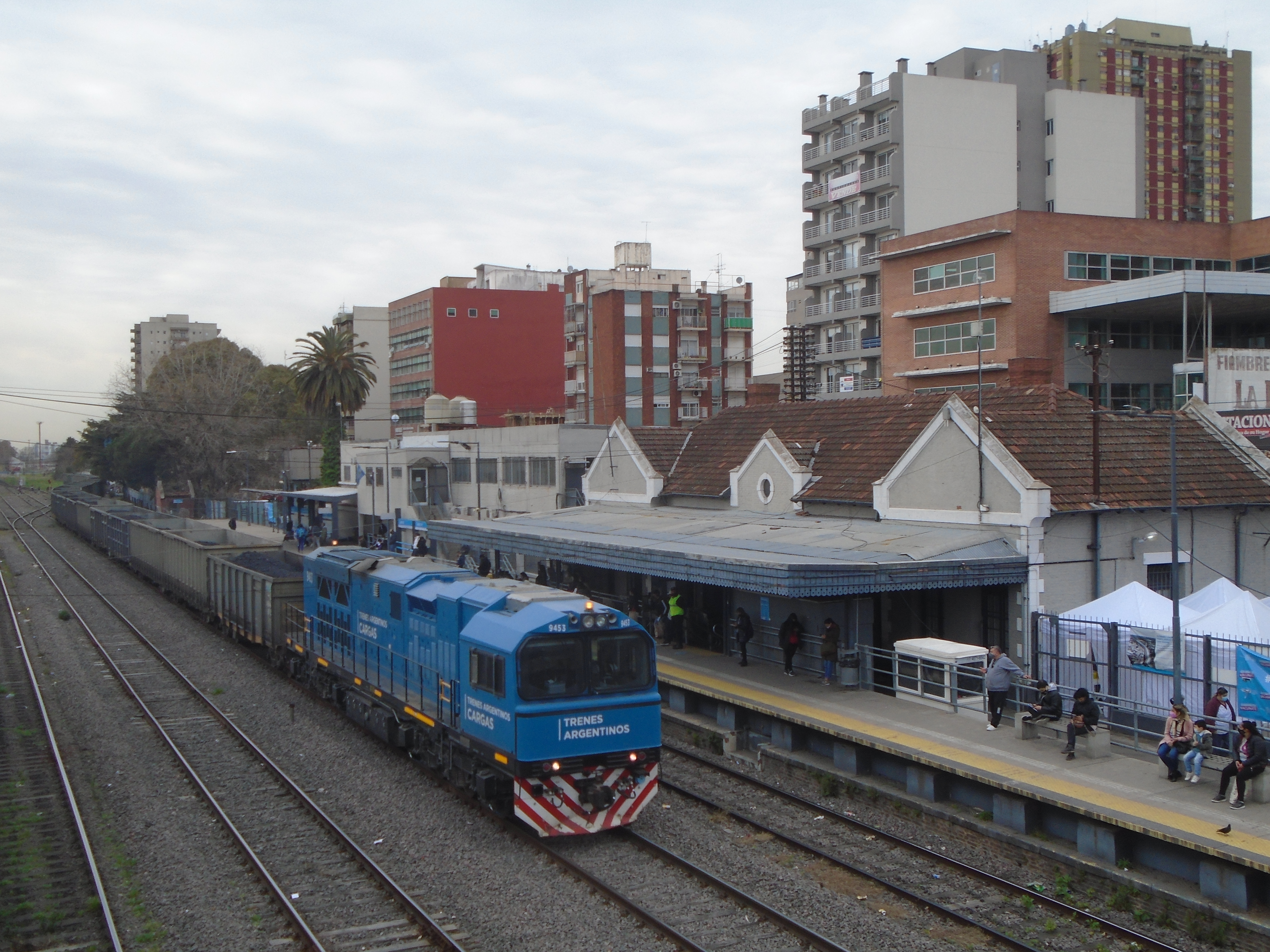
Tren de cargas dirigiéndose a Estación El Palomar en 2021.